# Carlos I de Hungría
Carlos I llamado Carlos Roberto, o Caroberto de Anjou (en húngaro: Károly Róbert; Nápoles, Reino de Nápoles (Italia), 1288-Visegrado, Hungría, 16 de julio de 1342), fue rey de Hungría y Croacia que restauró su reino a la condición de una gran potencia enriquecida y civilizada.
Carlos fue el hijo de Carlos Martel de Anjou-Sicilia y Clemencia de Habsburgo, hija del emperador del Sacro Imperio Rodolfo I. Como bisnieto de Esteban y con la aprobación papal, Carlos reclamó el trono de Hungría después de la muerte de Andrés III, el último de la dinastía Árpád, y fue coronado en 1301. Cuando su reclamo fue disputado, sin embargo, se vio obligado a entregar la corona a Wenceslao III de Bohemia, que en 1305 transfirió su derecho a Otón, duque de la Baja Baviera. Después que Otón fue tomado prisionero por los húngaros, Carlos fue reconocido como rey en 1308 y recibió la corona de San Esteban en Székesfehérvár el 27 de agosto de 1310.
La política exterior de Carlos tenía por objetivo el engrandecimiento de su familia, pero también benefició enormemente a Hungría. En 1335 su alianza con Polonia para la defensa mutua contra los bohemios y los Habsburgo dio sus frutos en la victoria sobre el emperador del Sacro Imperio Luis IV de Baviera, y su aliado Alberto de Austria. Ante el temor de que Hungría podría lograr el predominio en el Adriático, Venecia y el papado frustraron los planes de Carlos I para unir los reinos de Hungría y Nápoles bajo su hijo mayor, Luis (futuro Luis I el Grande). Carlos luego hizo un pacto con su cuñado y aliado, Casimiro III de Polonia, en el que estuvieron de acuerdo en que Luis de Hungría debía suceder a Casimiro.

## Primeros años

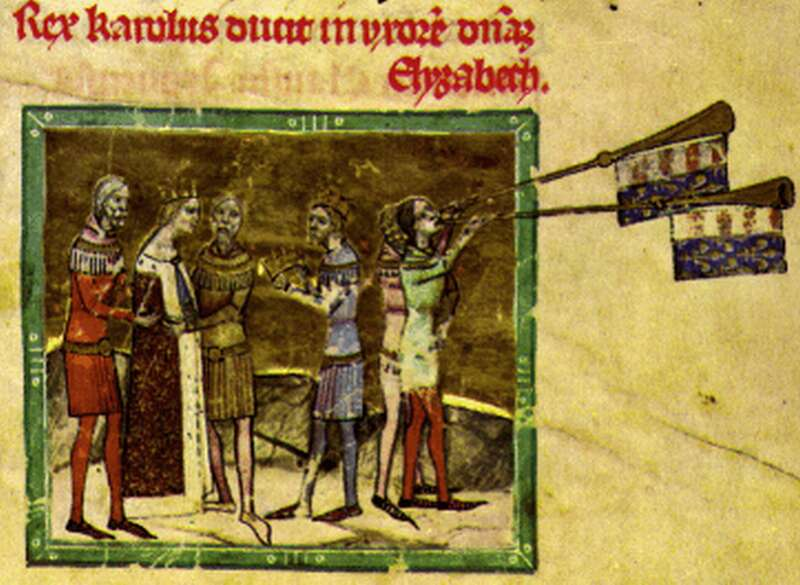
Matrimonio de Carlos Roberto e Isabel Łokietek.

Carlos fue el único hijo varón de Carlos Martel, príncipe de Salerno, y su esposa Clemencia, hija del emperador Rodolfo I de Habsburgo. Nació en 1288, pero se desconoce dónde. Carlos Martel era el primogénito Carlos II de Nápoles y de su esposa, María, hija a su vez del rey Esteban V de Hungría. Al morir su hermano Ladislao IV de Hungría en 1290, María reclamó para sí el trono húngaro al afirmar que la Casa de Árpad (la dinastía reinante en Hungría) se había extinguido con el fallecimiento de aquel. También reclamó el trono el primo de su padre Andrés, pese a que el resto de la familia había considerado bastardo al padre de este, Esteban el Póstumo. Pese a los señores y eclesiásticos húngaros prefirieron a Andrés, que fue coronado el 23 de julio de 1290. María traspasó sus derechos a Carlos Martel el 6 de enero de 1292. Los Babonići, Frankopan, Šubići y otros nobles de Croacia y Eslavonia admitieron teóricamente los derechos de Carlos Martel, pero, en la práctica, oscilaron entre este y Andrés III.
Carlos Martel falleció el 19 de agosto de 1295, y la reclamación al trono húngaro pasó a su hijo Carlos, que por entonces tenía siete años. Según el principio de primogenitura, Carlos también debería haber heredado las posesiones de su abuelo Carlos II de Nápoles. No obstante, este prefería a su tercer hijo, Roberto frente a su nieto y en consecuencia lo nombró heredero el 13 de febrero. El papa Bonifacio VIII, señor feudal del Reino de Nápoles, confirmó el decreto de Carlos II el 27 de febrero de 1297, lo que impidió que el pequeño Carlos sucediese a su abuelo al frente del reino. Dante Alighieri escribió sobre las «confabulaciones y fraudes que acuciaban» a la familia de Carlos Martel, refiriéndose a las supuestas maniobras de Roberto para apoderarse de la corona napolitana. El historiador del siglo XIV Giovanni Villani también indicó que sus contemporáneos creían que los derechos de Roberto al trono eran menores que los que ostentaba su sobrino. El jurista Baldo degli Ubaldi, sin embargo, se abstuvo de juzgar la legitimidad de la autoridad de Roberto.

## Lucha por Hungría
El debilitamiento de la autoridad real bajo Esteban V de Hungría permitió a la Casa de Šubić recuperar su antiguo papel en Dalmacia. Pronto Ladislao IV de Hungría, reconociendo el equilibrio de poder en Dalmacia, nombró al magnate croata Pablo I Šubić de Bribir como Ban de Croacia y Dalmacia. Ladislao IV murió en 1290 sin dejar hijos, y comenzó una guerra civil entre los candidatos rivales prohúngaros de Andrés III de Hungría, y procroatas de Carlos Martel de Anjou. El padre de Carlos Martel, Carlos II de Nápoles, recibió toda la Croacia desde el monte Gvozd (en croata: Petrova gora) hasta la desembocadura del río Neretva como herencia de Pablo I Šubić.

Dominios de Carlos Roberto y de los principales señores feudales húngaros.

Andrés III dio a su tío materno, Alberto Morosini, el título de duque de Eslavonia, en julio de 1299, lo que precipitó el levantamiento de la nobleza croata y eslavona. Un poderoso barón croata, Pablo Šubić, envió a su hermano Jorge a Italia a principios del 1300 para convencer a Carlos II de Nápoles para que mandase a su nieto a que reclamase en persona el trono húngaro. Carlos aceptó la propuesta y solicitó un empréstito de mil trescientas onzas de oro a los banqueros florentinos para sufragar el viaje de su nieto. Un caballero napolitano de origen francés, Felipe Drugeth, acompañó a Carlos, que por entonces tenía doce años, hasta Hungría. Carlos y su séquito desembarcaron en Split, en Dalmacia, en agosto de 1300. De allí, Pablo Šubić los escoltó a Zagreb, donde Ugrin Csák, otro importante noble del reino, juró lealtad a Carlos. El adversario de Carlos, Andrés III, falleció el 14 de enero de 1301. Carlos se apresuró entonces a acudir a Esztergom, donde el arzobispo, Gregorio Bicskei, lo coronó con una corona provisional antes del 13 de mayo. La mayoría de los húngaros, sin embargo, sostuvieron que la coronación había sido ilegal, ya que la costumbre exigía que la ceremonia se hiciese con la corona de san Esteban en Székesfehérvár. Por entonces, el objeto estaba en manos de los enemigos de Carlos.
Hungría se desintegró entonces en una docena de territorios semiindependientes, regidos por distintos nobles. Uno de ellos, Mateo Csák, dominaba parte del noroeste del país (la parte occidental de la moderna Eslovaquia), Amadeo Aba era el señor del noreste, Iván Kőszegi reinaba en la Transdanubia y Ladislao Kán, en Transilvania. La mayoría de estos nobles rehusó la autoridad de Carlos y presentó la corona al hijo de Wenceslao II de Bohemia, Wenceslao, cuya prometida, Isabel, era hija única del difunto Andrés III. Wenceslao ciñó corona de San Esteban en Székesfehérvár, pero su entronización también se puso en duda, esta vez porque fue el arzobispo Juan de Kalocsa el que ofició la ceremonia, cuando según la tradición esta labor correspondía al arzobispo de Esztergom.
Después de la coronación de su rival, Carlos se retiró a las tierras de Ugrin Csák en Eslavonia. El papa Bonifacio envió a un legado, Nicolás Boccasini, a Hungría. Boccasini persuadió a la mayoría de los prelados húngaros para que aceptasen la autoridad de Carlos. Sin embargo, la mayoría de los nobles seguían rechazándola debido a que, según la Crónica Miniada, temía que «los hombres libres del reino perdiesen su libertad si aceptaban un rey nombrado por la Iglesia». En septiembre de 1302, puso sitio a Buda, pero no pudo ocupar la capital del reino, socorrida por Iván Kőszegi, y tuvo que retirarse nuevamente a Eslavonia. Los edictos de Carlos prueban que pasó la mayor parte de los años siguientes en las tierras meridionales del reino, aunque también visitó el castillo de Amadeo Aba en Gönc.
El papa Bonifacio VIII, que tenía al reino por feudo de la Santa Sede, confirmó la pretensión al trono de Carlos el 31 de mayo de 1303. Amenazó también con excomulgar a Wenceslao si seguía ostentando el título. El tío materno de Carlos, el emperador Alberto I de Alemania también le proporcionó ayuda militar. Wenceslao abandonó Hungría en el verano del 1304, llevándose consigo la corona real. Ese mismo verano, el rey Wenceslao II de Bohemia había acudido al país con el fin de ayudar a su hijo a fortalecer su autoridad en el reino. Sin embargo, el rey de Bohemia pronto se dio cuenta de que la posición este era débil, por lo que decidió retirarse, y su hijo lo siguió. Carlos se reunió con su primo Rodolfo III de Austria en Pressburg (la moderna Bratislava eslovaca) el 24 de agosto. Ambos firmaron una alianza y emprendieron juntos la invasión de Bohemia el otoño siguiente. Wenceslao, que para entonces había sucedido a su padre en el trono bohemio, renunció a sus derechos en Hungría en favor de Otón III, duque de Baviera —nieto del rey Bela IV de Hungría— el 9 de octubre de 1305. Los invasores pudieron ocupar Kutná Hora y Carlos tuvo que retirarse a Hungría.
Sin embargo, la mayoría de los grandes húngaros seguían sin aceptar la autoridad de Carlos. En consecuencia, Otón ciño la corona de San Esteban en Székesfehérvár el 6 de diciembre de 1305, ungido por Benedicto Rád, obispo de Veszprém, y Anton, obispo de Csanád. Pese a ello, nunca gozó de gran poder en Hungría, pues apenas contaba realmente con el sostén de los Kőszegis y de los sajones de Transilvania. Carlos se apoderó de Esztergom y de otros castillos del norte de Hungría (en la moderna Eslovaquia) como el Castillo de Spiš, Zvolen en 1306. Sus partidarios se adueñaron de Buda en junio de 1307. Ladislao Kán, voivoda de Transilvania, prendió y aprisionó a Otón en Transilvania. Una asamblea de seguidores de Carlos reunida en Rákos confirmó los derechos de este al trono el 10 de octubre, pero tres poderosos señores —Mateo Csák, Ladislao Kán e Iván Kőszegi— no participaron en la reunión. En 1308, Ladislao Kán liberó a Otón, que abandonó el reino. Otón nunca renunció al título, pero jamás regresó a Hungría. El voivoda de Transilvania se negó, empero, a entregar a la corona de San Estaban a Carlos, cuya legitimidad podría seguir siendo cuestionada mientras no consiguiese ceñirla.
El papa Clemente V envió un nuevo legado, Gentile Partino da Montefiore, al país. Montefiore llegó en el verano del 1308. Durante los meses siguientes, convenció a los principales señores para que aceptasen como rey a Carlos. En la Dieta, que celebró sesión en el monasterio dominico de Pest, fue proclamado rey por unanimidad el 27 de noviembre de 1308. Los delegados de Mateo Csák y Ladislao Kán participaron en la sesión.

### El atentado de Feliciano Zách

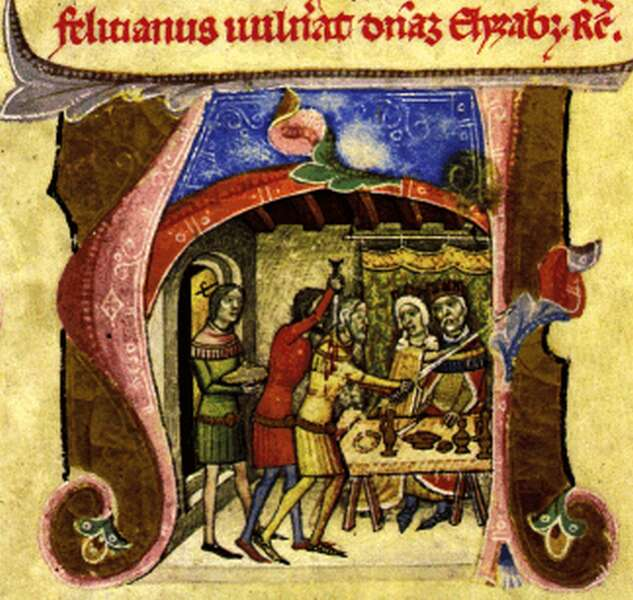
Atentado de Feliciano Zách en el palacio de Visegrado. Imagen de la Crónica Ilustrada húngara.

En abril de 1330, mientras Carlos Roberto se hallaba en su palacio en Visegrado, un noble de nombre Feliciano Zách atentó contra la vida del rey. Según lo que se tiene entendido, la esposa de Carlos Roberto, Isabel, habría ayudado al príncipe Casimiro III de Polonia a seducir a Clara Zách, hija de Feliciano. En medio de la ira, el noble habría irrumpido en un banquete de Carlos Roberto y herido al monarca, cortándole también varios dedos de la mano a la reina, así como asesinando a varios preceptores de los príncipes reales. Feliciano Zách fue asesinado y las partes de su cuerpo fueron enviadas a diferentes ciudades del Reino como advertencia a aquellos que quisiesen desafiar al rey. Por otra parte, su joven hija Clara Zách fue ejecutada públicamente, no antes de haber sido mutilada de nariz y orejas y llevada en una procesión por varias ciudades húngaras gritando que ese era el castigo por atacar al monarca.

### Batalla de Posada e intermediaciones con otros reinos

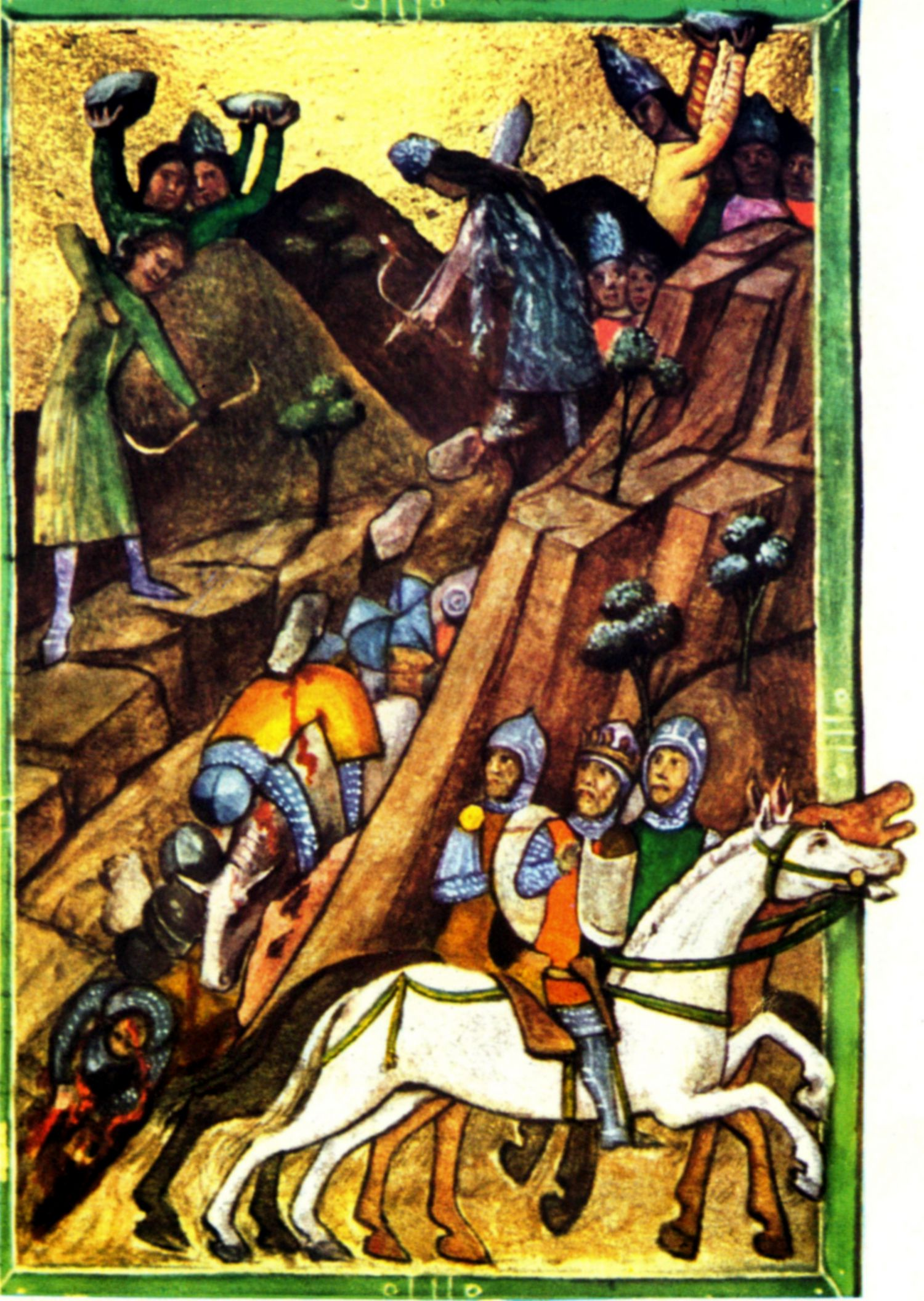
Huida de Carlos Roberto en la batalla de Posada tras ser derrotado por el Príncipe de Valaquia. Crónica Ilustrada húngara.

En noviembre de 1330 ocurrió la batalla de Posada entre húngaros y valacos, liderizados por el voivoda Basarab I de Valaquia. La batalla concluyó con la derrota del ejército húngaro y una independencia temporal de Hungría para los valacos. 
Carlos Roberto intervino en las disputas de los reinos de Sicilia y Nápoles, manteniendo el protectorado sobre Bosnia y Eslovenia. Promovió un pacto con Casimiro III de Polonia (hermano de su esposa), asegurando así la corona polaca para su hijo Luis.
En el año 1335, se reunió en Visegrado con el rey de Bohemia Juan I de Bohemia y con Casimiro III de Polonia para discutir los términos de una alianza militar en contra de los Habsburgo. Entronizó la Dinastía Anjou-Sicilia, robusteció la autoridad real e impulsó la economía apoyado en la burguesía.
Tras el fallecimiento de Carlos Roberto en 1342, este dejaría un reino sumamente rico, con edificaciones pomposas y un poder sólido, todo resultado de una extensa reforma económica, con rigurosos impuestos aduaneros e internos. Había introducido un nuevo tipo de moneda, el Florín húngaro, según el patrón de Florencia y cediendo parte de las ganancias en las minas de oro y plata a los propietarios nobles, que anteriormente no recibían beneficio alguno, ya que estas minas eran solamente del rey. Le sucedió en el poder su hijo Luis I el Grande, quien continuaría con la obra de su padre.

### Familia
Luego de haber perdido dos esposas, y sin haber tenido descendientes, el rey Carlos Roberto tuvo un hijo con una noble cortesana húngara de nombre debatido:
- Colomán de Anjou (1317-1375), obispo de Győr.

Procreó varios hijos de su matrimonio con Isabel Łokietek, hija de Vladislao I el Breve y hermana de Casimiro III de Polonia.
- Luis I de Hungría (1326-1382), Rey de Hungría y Polonia.
- Andrés I de Nápoles (1328-1345), Rey de Nápoles por su matrimonio con Juana I de Nápoles.
- Esteban de Anjou de Hungría (1332-1354), gobernador de las regiones de Croacia-Eslavonia.

## Ascendencia
Hijo de Carlos Martel de Anjou-Sicilia y de su esposa Clemencia de Habsburgo sucediendo a su padre en la pretensión del trono de Hungría en 1295. El cual obtuvo en 1307. 
| Carlos Roberto de Hungría | Padre: Carlos Martel de Anjou-Sicilia | Abuelo paterno: Carlos II de Anjou     | Bisabuelo paterno: Carlos de Anjou         |
| Carlos Roberto de Hungría | Padre: Carlos Martel de Anjou-Sicilia | Abuelo paterno: Carlos II de Anjou     | Bisabuela paterna: Beatriz I de Provenza   |
| Carlos Roberto de Hungría | Padre: Carlos Martel de Anjou-Sicilia | Abuela paterna: María de Hungría       | Bisabuelo paterno: Esteban V de Hungría    |
| Carlos Roberto de Hungría | Padre: Carlos Martel de Anjou-Sicilia | Abuela paterna: María de Hungría       | Bisabuela paterna: Isabel la Cumana        |
| Carlos Roberto de Hungría | Madre: Clemencia de Habsburgo         | Abuelo materno: Rodolfo I de Habsburgo | Bisabuelo materno: Alberto IV de Habsburgo |
| Carlos Roberto de Hungría | Madre: Clemencia de Habsburgo         | Abuelo materno: Rodolfo I de Habsburgo | Bisabuela materna: Helviga de Kiburgo      |
| Carlos Roberto de Hungría | Madre: Clemencia de Habsburgo         | Abuela materna: Getrudis de Hohenberg  | Bisabuelo materno: Burcardo V de Hohenebrg |
| Carlos Roberto de Hungría | Madre: Clemencia de Habsburgo         | Abuela materna: Getrudis de Hohenberg  | Bisabuela materna: Mechtilda de Tubinga    |